# Милка Кнежевић-Ивашковић
Милка Кнежевић-Ивашковић (Београд, 1961) српска је књижевница и активисткиња за права животиња. Представница је Међународне лиге за заштиту примата за СФРЈ и Србију. Чланица је Удружења књижевника Србије.

## Биографија
Милка Кнежевић-Ивашковић је рођена у Београду 3. јуна 1961. године. Дипломирала је на Филолошком факултету, на одсеку за Општу књижевност и теорију књижевности – смер књижевне публицистике.
Њени најстарији наслови су књиге првенствено за децу и младе: године 2002, објављује своју прву књигу, Велико дрво, причу о младунчету орангутана, отргнутог из свог станишта и одведеног у зоолошки врт; други роман, 13 – једно сећање на седамдесете (2004), је ауторкин дорађен дневник из тинејџерског периода. Исте године, излази и наставак Без даха, који скреће у домен психолошке драме. Њена следећа књига, Најбољи пријатељ (2006), збирка је прича у којима су главни протагонисти људи и пси. Следећа три романа, Танго макабр (2007), Изгубљено лице (2009), Ђавољи тобоган (2012), могу се сврстати у психолошке драме са елементима трилера. Танго макабр, наизглед љубавна прича, третира проблем породичног насиља; Изгубљено лице, роман о Интернет зависницима, номинован је у најужи избор за награду Женско перо 2010. године; Ђавољи тобоган, који више нагиње крими жанру, представља прекретницу и окретање ка мрачнијим темама.
Исте 2012. године, Кнежевић-Ивашковић се прикључује групи аутора са форума Знак Сагите, који учествују на заједничком пројекту електронске збирке хорор прича – Нешто дише у мојој торти. Антологија је запажена на подручју целе бивше Југославије, и етаблира се као најчитанија електронска збирка у региону, а 2016. године је публикована у штампаном облику код београдског издавача Арете

. Део прича из петогодишњег учешћа у Нешто дише у мојој торти, заједно са награђеним причама и претходно необјављиваним рукописима, нашао се у збирци Они који јесмо (2015). Следи роман Кавез (2018) у електронској форми, а затим збирка прича Кућа духова (2020) која укључује текстове претходно објављиване на блоговима и друштвеним мрежама, и неколико до тада необјављених прича.
Године 2021. објављује роман Таракан, урбану фантастику са елементима хорора, у коме обједињује искуство писања прозе за децу и младе, и учешћа у пројекту Нешто дише у мојој торти. Радња романа, смештена на крај осамдесетих година 20. века, и лоцирана на Косанчићевом венцу, прича о четрнаестогодишњем дечаку који се суочава са породичним проклетством. Роман је освојио две награде у категорији књижевности за младе: Раде Обреновић и награду Политикиног Забавника, а поред тога се нашао у ширем избору од седам књига, за награду „Душан Радовић“, коју додељује Библиотека града Београда.

## Теме и мотиви у делима
У стваралаштву Милке Кнежевић-Ивашковић преовлађују теме друштвеног лицемерја и мрачне стране људске психе. Протагонисти њених прича углавном нису јунаци у дословном смислу и нема поделе на црно-бели свет; књижевна критичарка Анђелка Цвијић пише да се у њеној збирци Они који јесмо срећу „многи ликови чије је делање на граници патологије: они злостављају, силују, манипулишу, уцењују, а пакост и подругљивост што расту у њима усмерене су ка њиховој околини која не слути шта им се крије у души.“ Сама Ивашковићка је изјавила да је ауторка „тешких прича“ и да воли књижевност „која искаче из шаблона“, а као своје узоре је навела Дина Буцатија и, у више наврата, Стивена Кинга, са чијим стваралаштвом је и упоређен њен роман Таракан у саопштењу жирија Змајевих дечјих игара. Зло из дела Милке Кнежевић-Ивашковић нагони људе да угрожавају себи ближње, најчешће јер се виновници зла препуштају својој девијантној природи. У Таракану се, у том контексту, истиче значај емпатије једног тинејџера, који у додиру са злом треба да победи зло, а да оно не измени његову природу.

## Награде и признања
- Награда Радио Београда I за кратку причу за најмлађе „Добро јутро децо“, за кратку причу Поклон за Анђелу (2006)[33];
- Трећа награда Борске библиотеке за најбољу приповетку, за приповетку Међед (2007)[3];
- Награда Андра Гавриловић за најбољу приповетку, за приповетку Самсара Архивирано на веб-сајту  (6. фебруар 2022) (2009)[3];
- Номинована за награду Женско перо за најбољи роман, најужи избор, за роман Изгубљено лице (2009)[34];
- Награда Раде Обреновић Змајевих дечјих игара за најбољи роман за децу и младе, за роман Таракан (2021)[35];
- Награда Политикиног Забавника за најбоље књижевно дело намењено младима, за роман Таракан (2021)[36];
- Номинована за награду „Душан Радовић“ Библиотеке града Београда за најбољу књигу за децу и младе, шири избор, за роман Таракан (2021)[25];
- Номинована за Награду Града Ниша за књижевност за децу и младе „Малени цвет“, ужи избор, за роман Таракан (2021)[37]

### Романи
- Велико дрво, ННК Интернационал, 2002.
- 13 - једно сећање на седамдесете, ННК Интернационал, 2004.
- Без даха, ННК Интернационал, 2004.
- Танго макабр, ННК Интернационал, 2007.
- Изгубљено лице, ННК Интернационал, 2009.
- Ђавољи тобоган, ННК Интернационал, 2012.
- Кавез, самиздат, 2018.
- Таракан, ННК Интернационал, 2021.

### Збирке прича
- Најбољи пријатељ, Сигнатуре, 2006.
- Они који јесмо, ННК Интернационал, 2015.
- Кућа духова, ННК Интернационал, 2020.

### Збирке есеја
- Кућа страха: мали водич кроз хорор, Сигнатуре, 2005.[38]